# 竹風建設
竹風建設從1992年起，在臺灣桃竹地區已經深耕20多年，為新竹、竹北地區之區域性建設開發公司，是徐榮聰（新竹縣建築開發商業同業公會創會理事長）董事長所創立的。竹風建設最早以前的前身是以專業房屋仲介服務為基礎事業。

## 代表作品
1. 竹風築峰、竹風高峰會[4]、竹風青田、竹風吉美、竹風鳳凰I、竹風鳳凰II、竹風青塘、竹風青庭
2. 桃園航空城

## 外部連結
- 竹風建設
- 竹風建設的Facebook專頁